# Zemplínsky Branč
Zemplínsky Branč (Hongaars: Barancs) is een Slowaakse gemeente in de regio Košice, en maakt deel uit van het district Trebišov.
Zemplínsky Branč telt 477 inwoners.